# 1884
Il 1884 (MDCCCLXXXIV in numeri romani) è un anno bisestile del XIX secolo.

## Eventi
- Parigi: Apre al pubblico il Salon des Indépendants, accogliendo opere di artisti di ogni indirizzo e scuola senza limiti d'ammissione.
- Paul Nipkow brevetta un sistema meccanico di scansione per la televisione, utilizzante un disco forato.
- 4 gennaio – Londra: Viene fondata la Fabian Society.
- 24 gennaio – Sestri Ponente: Viene fondata la Piaggio.
- 29 gennaio – Inghilterra: Pubblicato il primo fascicolo dell'opera che in seguito verrà chiamata Oxford English Dictionary. La pubblicazione, redatta sotto la direzione del dottor James Murray, conta 352 pagine e racchiude tutte le parole inglesi conosciute da A ad Ant (formica).
- 7 agosto – L'Africa Tedesca del Sud-Ovest viene ufficialmente dichiarata una colonia tedesca.
- 30 settembre – San Marino: Inaugurazione del Palazzo del Governo; oratore della cerimonia è Giosuè Carducci.
- 10 ottobre – Roma: Viene fondato il "Nucleo Comunista Anarchico Carlo Cafiero", la più antica organizzazione politica nell'Urbe attiva ininterrottamente da allora.
- 1º novembre – USA: La conferenza Internazionale sui meridiani che si svolge a Washington adotta il sistema dei fusi orari.
- 15 novembre – Inizia la Conferenza di Berlino che dovrà stabilire e regolamentare la spartizione territoriale del continente africano fra le potenze europee.
- 21 novembre – A Pancalieri viene fondata la congregazione delle Povere figlie di San Gaetano.

## Nati
Ci sono circa 1 170 voci su persone nate nel 1884; vedi la pagina Nati nel 1884 per un elenco descrittivo o la categoria Nati nel 1884 per un indice alfabetico.

## Morti
Ci sono circa 410 voci su persone morte nel 1884; vedi la pagina Morti nel 1884 per un elenco descrittivo o la categoria Morti nel 1884 per un indice alfabetico.

## Calendario
| Calendario 1884 | Calendario 1884 | Calendario 1884 | Calendario 1884 | Calendario 1884 | Calendario 1884 | Calendario 1884 | Calendario 1884 | Calendario 1884 | Calendario 1884 | Calendario 1884 | Calendario 1884 | Calendario 1884 | Calendario 1884 | Calendario 1884 | Calendario 1884 | Calendario 1884 | Calendario 1884 | Calendario 1884 | Calendario 1884 | Calendario 1884 | Calendario 1884 | Calendario 1884 | Calendario 1884 | Calendario 1884 | Calendario 1884 | Calendario 1884 | Calendario 1884 | Calendario 1884 | Calendario 1884 | Calendario 1884 | Calendario 1884 | Calendario 1884 |
| --------------- | --------------- | --------------- | --------------- | --------------- | --------------- | --------------- | --------------- | --------------- | --------------- | --------------- | --------------- | --------------- | --------------- | --------------- | --------------- | --------------- | --------------- | --------------- | --------------- | --------------- | --------------- | --------------- | --------------- | --------------- | --------------- | --------------- | --------------- | --------------- | --------------- | --------------- | --------------- | --------------- |
|                 | 1               | 2               | 3               | 4               | 5               | 6               | 7               | 8               | 9               | 10              | 11              | 12              | 13              | 14              | 15              | 16              | 17              | 18              | 19              | 20              | 21              | 22              | 23              | 24              | 25              | 26              | 27              | 28              | 29              | 30              | 31              |                 |
| Gennaio         | Ma              | Me              | Gi              | Ve              | Sa              | Do              | Lu              | Ma              | Me              | Gi              | Ve              | Sa              | Do              | Lu              | Ma              | Me              | Gi              | Ve              | Sa              | Do              | Lu              | Ma              | Me              | Gi              | Ve              | Sa              | Do              | Lu              | Ma              | Me              | Gi              |                 |
| Febbraio        | Ve              | Sa              | Do              | Lu              | Ma              | Me              | Gi              | Ve              | Sa              | Do              | Lu              | Ma              | Me              | Gi              | Ve              | Sa              | Do              | Lu              | Ma              | Me              | Gi              | Ve              | Sa              | Do              | Lu              | Ma              | Me              | Gi              | Ve              |                 |                 |                 |
| Marzo           | Sa              | Do              | Lu              | Ma              | Me              | Gi              | Ve              | Sa              | Do              | Lu              | Ma              | Me              | Gi              | Ve              | Sa              | Do              | Lu              | Ma              | Me              | Gi              | Ve              | Sa              | Do              | Lu              | Ma              | Me              | Gi              | Ve              | Sa              | Do              | Lu              |                 |
| Aprile          | Ma              | Me              | Gi              | Ve              | Sa              | Do              | Lu              | Ma              | Me              | Gi              | Ve              | Sa              | Do              | Lu              | Ma              | Me              | Gi              | Ve              | Sa              | Do              | Lu              | Ma              | Me              | Gi              | Ve              | Sa              | Do              | Lu              | Ma              | Me              |                 |                 |
| Maggio          | Gi              | Ve              | Sa              | Do              | Lu              | Ma              | Me              | Gi              | Ve              | Sa              | Do              | Lu              | Ma              | Me              | Gi              | Ve              | Sa              | Do              | Lu              | Ma              | Me              | Gi              | Ve              | Sa              | Do              | Lu              | Ma              | Me              | Gi              | Ve              | Sa              |                 |
| Giugno          | Do              | Lu              | Ma              | Me              | Gi              | Ve              | Sa              | Do              | Lu              | Ma              | Me              | Gi              | Ve              | Sa              | Do              | Lu              | Ma              | Me              | Gi              | Ve              | Sa              | Do              | Lu              | Ma              | Me              | Gi              | Ve              | Sa              | Do              | Lu              |                 |                 |
| Luglio          | Ma              | Me              | Gi              | Ve              | Sa              | Do              | Lu              | Ma              | Me              | Gi              | Ve              | Sa              | Do              | Lu              | Ma              | Me              | Gi              | Ve              | Sa              | Do              | Lu              | Ma              | Me              | Gi              | Ve              | Sa              | Do              | Lu              | Ma              | Me              | Gi              |                 |
| Agosto          | Ve              | Sa              | Do              | Lu              | Ma              | Me              | Gi              | Ve              | Sa              | Do              | Lu              | Ma              | Me              | Gi              | Ve              | Sa              | Do              | Lu              | Ma              | Me              | Gi              | Ve              | Sa              | Do              | Lu              | Ma              | Me              | Gi              | Ve              | Sa              | Do              |                 |
| Settembre       | Lu              | Ma              | Me              | Gi              | Ve              | Sa              | Do              | Lu              | Ma              | Me              | Gi              | Ve              | Sa              | Do              | Lu              | Ma              | Me              | Gi              | Ve              | Sa              | Do              | Lu              | Ma              | Me              | Gi              | Ve              | Sa              | Do              | Lu              | Ma              |                 |                 |
| Ottobre         | Me              | Gi              | Ve              | Sa              | Do              | Lu              | Ma              | Me              | Gi              | Ve              | Sa              | Do              | Lu              | Ma              | Me              | Gi              | Ve              | Sa              | Do              | Lu              | Ma              | Me              | Gi              | Ve              | Sa              | Do              | Lu              | Ma              | Me              | Gi              | Ve              |                 |
| Novembre        | Sa              | Do              | Lu              | Ma              | Me              | Gi              | Ve              | Sa              | Do              | Lu              | Ma              | Me              | Gi              | Ve              | Sa              | Do              | Lu              | Ma              | Me              | Gi              | Ve              | Sa              | Do              | Lu              | Ma              | Me              | Gi              | Ve              | Sa              | Do              |                 |                 |
| Dicembre        | Lu              | Ma              | Me              | Gi              | Ve              | Sa              | Do              | Lu              | Ma              | Me              | Gi              | Ve              | Sa              | Do              | Lu              | Ma              | Me              | Gi              | Ve              | Sa              | Do              | Lu              | Ma              | Me              | Gi              | Ve              | Sa              | Do              | Lu              | Ma              | Me              |                 |